# Lubuk Niur
Lubuk Niur is een bestuurslaag in het regentschap Bungo van de provincie Jambi, Indonesië. Lubuk Niur telt 1077 inwoners (volkstelling 2010).